# Provincia di Coclé
La provincia di Coclé è una delle dieci province di Panama, con capoluogo Penonomé; ha una superficie di 4.927 km² e una popolazione di 260 292 abitanti. Confina a est con la provincia di Panama Ovest, a nord con la provincia di Colón, a sud con la provincia di Herrera e a ovest con la provincia di Veraguas. La zona centrale e settentrionale è più frastagliata per via della presenza della Cordigliera centrale, mentre man mano che ci si avvicina all'Oceano Pacifico, il quale bagna la provincia, i rilievi diventano più dolci e i terreni più fertili.

## Denominazione
Il suo nome deriva probabilmente dai due lunghi fiumi chiamati Coclé del Norte e Coclé del Sur, i quali attraversano tale territorio. Un'altra possibile origine della denominazione si deve al Cacique Coclé che dominava la pianura centrale. Si tratta ad ogni modo di una provincia caratterizzata da un'estrema varietà dal punto di vista della biodiversità. Un passaggio interessante da una provincia all'altra avviene alla miniera di Petaquilla, la quale, attraversabile via terra, permette di giungere a Coclésito, distretto di Donoso, nella provincia di Colón.

## Storia
La provincia di Coclé fu istituita dalla legge del 12 settembre 1855 con il titolo di dipartimento, a cui capo venne posto l'eminente statista Justo Arosemena come presidente dello Stato federale. Con decreto n. 190 del 20 ottobre 1886, il vecchio dipartimento assunse la denominazione definitiva di provincia di Coclé, così come ratificato dalla Costituzione politica della Repubblica di Panama del 13 febbraio 1904: il primo presidente della revisionata suddivisione amministrativa risultò Pablo Arosemena.

## Geografia
Il nord della provincia è attraversato dalla Cordigliera centrale di Panama, che si presenta con ripidi rilievi vulcanici che vanno dai 200 ai 1.185 m s.l.m.: a sud si trova la grande pianura che si estende fino alla costa. Il clima è tropicale piovoso, con precipitazioni nell'ordine superiori a 2.500 mm annui, mentre in alcune parti del nord della provincia si sale a 4.000 mm. I principali fiumi della provincia si riversano nel Pacifico (Grande, Chico) e nel limite settentrionale del territorio hanno origine alcuni torrenti che, gettandosi nel Coclé del norte, sfociano infine nel mar dei Caraibi.

## Divisione amministrativa
La provincia di Cocle è divisa in sei distretti e 47 comuni:
| Distretti  | Corregimientos (Suddivisioni)                                                                                         | Cabecera (Capoluogo)   |
| ---------- | --- | ---------------------- |
| Aguadulce  | Aguadulce, El Cristo, El Roble, Pocrí, Barrios Unidos, Pueblos Unidos, Virgen del Carmen, El Hato de San Juan de Dios | Aguadulce              |
| Antón      | Antón, Cabuya, El Chirú, El Retiro, El Valle, Juan Díaz, Río Hato, San Juan de Dios, Santa Rita, Caballero            | Antón.                 |
| La Pintada | La Pintada, El Harino, El Potrero, Llano Grande, Piedras Gordas, Las Lomas, Llano Norte                               | La Pintada             |
| Natá       | Natá, Capellanía, El Caño, Guzmán, Las Huacas, Toza, Villarreal                                                       | Natá de los Caballeros |
| Olá        | Olá, El Copé, El Palmar, El Picacho, La Pava                                                                          | Olá                    |
| Penonomé   | Penonomé, Cañaveral, Coclé, Chiguirí Arriba, El Coco, Pajonal, Río Grande, Río Indio, Toabré, Tulú                    | Penonomé               |

## Economia
Le attività agricole sono alla base dell'economia locale, nello specifico la produzione di zucchero di canna, caffè, mais, riso, fagioli e zootecnia. In tempi più antichi, gli agricoltori erano soliti riempire la loro dieta con le diverse risorse offerte dalle coltivazioni su cui si concentravano. Pertanto, il baratto era una pratica frequente (in spagnolo intercambio), che consentiva di accedere a beni esotici e materie prime straniere, quali rame e smeraldi che provenivano dalla Colombia. L'oro veniva ritrovato sotto forma di pepita nei fiumi o in aree specifiche della fitta boscaglia locale o presso le alture maggiori. Si procedeva spesso a realizzare delle leghe di oro e rame (tumbaga), più raramente con l'argento. I metalli venivano lavorati mediante la martellatura a freddo per realizzare principalmente pettorali ed elmi con diverse decorazioni. Si realizzavano inoltre calchi in stampo con la tecnica della "cera persa", volti a ottenere figure tridimensionali. Il laminato è stato utilizzato anche per coprire pezzi di legno o di ossa animali. Queste ultime, principalmente di cervo e lamantino, veniva lavorato per realizzare statuette e flauti, nella cui decorazione si possono apprezzare altre tecnologie, come l'uso della propulsore per la caccia.

## Società

### Evoluzione demografica
La crescita della popolazione è stata continua per tutto il XX secolo. Gli abitanti della provincia sono impegnati perlopiù nel settore primario.

## Sport
La provincia vanta diverse squadre professionistiche impegnate in varie competizioni sportive. Nel baseball amatoriale, vi è la squadra di baseball giovanile e maggiore di Coclé che partecipa ai tornei nazionali. Inoltre, esiste anche una franchigia professionale chiamata "Los Caballos de Coclé" che ha preso parte ai diversi tornei della Lega professionale di baseball di Panama (Liga Profesional de Béisbol de Panamá o, in acronimo, Probeis) e della Lega professionale di basket (Liga Profesional de Baloncesto o LPB). Per quanto riguarda il calcio, la squadra professionistica principale è il Club Deportivo Universitario, il cui stadio di casa è nel distretto di Penonomé.